# Аббасабад (Харкан)
Аббасабад (перс. عباس اباد) — село в Ірані, у дегестані Альвір, у бахші Харкан, шахрестані Зарандіє остану Марказі. За даними перепису 2006 року, його населення становило 424 особи, що проживали у складі 130 сімей.

## Клімат
Середня річна температура становить 11,43 °C, середня максимальна – 30,65 °C, а середня мінімальна – -10,50 °C. Середня річна кількість опадів – 257 мм.
| Клімат поселення                              | Клімат поселення | Клімат поселення | Клімат поселення | Клімат поселення | Клімат поселення | Клімат поселення | Клімат поселення | Клімат поселення | Клімат поселення | Клімат поселення | Клімат поселення | Клімат поселення | Клімат поселення |
| Показник                                      | Січ.             | Лют.             | Бер.             | Квіт.            | Трав.            | Черв.            | Лип.             | Серп.            | Вер.             | Жовт.            | Лист.            | Груд.            |                  |
| Середній максимум, °C                         | 5,60             | 7,28             | 11,93            | 18,41            | 23,24            | 29,22            | 30,65            | 30,15            | 25,68            | 19,26            | 12,48            | 6,56             |                  |
| Середня температура, °C                       | −2,44            | −0,78            | 3,88             | 10,36            | 15,18            | 21,18            | 24,81            | 24,31            | 19,86            | 13,44            | 6,65             | 0,73             |                  |
| Середній мінімум, °C                          | −10,5            | −8,82            | −4,17            | 2,32             | 7,14             | 13,13            | 18,99            | 18,48            | 14,02            | 7,60             | 0,82             | −5,09            |                  |
| Норма опадів, мм                              | 32               | 34               | 48               | 39               | 30               | 4                | 2                | 1                | 0                | 12               | 22               | 33               |                  |
| Середньомісячна швидкість вітру, м/с          | 1.72             | 2.26             | 3.04             | 3.12             | 2.85             | 2.52             | 2.59             | 2.48             | 2.30             | 2.14             | 1.74             | 1.72             |                  |
| Середньомісячна сонячна радіація, кДж/м²·день | 8691             | 11449            | 14128            | 17675            | 21795            | 26239            | 25876            | 23448            | 19909            | 14398            | 10459            | 8407             |                  |
| --------------------------------------------- | ---------------- | ---------------- | ---------------- | ---------------- | ---------------- | ---------------- | ---------------- | ---------------- | ---------------- | ---------------- | ---------------- | ---------------- | ---------------- |
| Джерело:                                      |                  |                  |                  |                  |                  |                  |                  |                  |                  |                  |                  |                  |                  |